# Jean Duforest
Jean Duforest, né le 16 février 1946 à Roubaix, est un chef d'entreprise français.

## Biographie
Diplômé de l'École nationale supérieure des arts et industries textiles, Jean Duforest entre dans le groupe Auchan en 1972. Il prend part à la création de Kiabi en 1978 et est l'un des cofondateurs de Camaïeu en 1984,.
Retrouvant, après plusieurs années Jean-Luc Souflet, qu'il avait connu dans son enfance, ils s'associent et fondent ensemble ID group en 1996, reprenant l’activité « enfants » de Camaïeu (30 magasins). Il en devient le président-directeur général. Il crée par la suite la marque Okaïdi (2000) qui remplace définitivement l’enseigne Camaïeu Enfants au début des années 2000, Obaïbi (2002) et l'association Okworld (2003),,.
En 2005, accompagné de Laurence Six, ils créent tous les deux « Rigolo Comme La Vie » (RCLV), un ensemble de centres de multi-accueil pour les petits (crèches). En 2008, il rachète Oxybul éveil et jeux. Il est également vice-président d'Ajir.